# Racing Simulation 3
Racing Simulation 3 is een computerspel dat werd ontwikkeld en uitgegeven door Ubisoft. Het spel kwam in december 2002 uit voor de PlayStation 2, GameCube en Microsoft Windows. Het spel telt 16 tracks en zes spelmodi: Single race, Full race, Championship, Time attack, Private trials en Scenario mode. Het spel kan op het LAN/Internet gespeeld worden met een maximum aan 22 spelers.

## Ontvangst
| Beoordeeld door      | Jaar | Platform | Score |
| -------------------- | ---- | -------- | ----- |
| JeuxVideoPC.com      | 2003 | Windows  | 80%   |
| GameStar (Duitsland) | 2002 | Windows  | 76%   |
| 4Players.de          | 2003 | Windows  | 73%   |
| ActionTrip           | 2002 | Windows  | 70%   |
| PC Games (Duitsland) | 2002 | Windows  | 66%   |
| PC Zone Benelux      | 2003 | Windows  | 66%   |
| PC Action            | 2003 | Windows  | 60%   |
| Jeuxvideo.com        | 2003 | Windows  | 50%   |